# Józef Dębowski
Józef Dębowski (ur. 19 marca 1952 w Przasnyszu) – polski filozof.

## Studia i praca zawodowa
- 1975–1979 — dzienne studia filozoficzne na Uniwersytecie Marii Curie-Skłodowskiej w Lublinie;
- 1979–1981 — Asystent (1981-1988 starszy asystent) w Międzyuczelnianym Instytucie Filozofii i Socjologii UMCS;
- 1988–2000 — Adiunkt na Wydziale Filozofii i Socjologii w Zakładzie Ontologii i Teorii Poznania UMCS;
- 2000–2001 — Kierownik Zakładu Ontologii i Teorii Poznania UMCS;
- 2001 — Profesor nadzwyczajny UWM;
- 2002–2004 — Kierownik Zakładu Teorii Poznania, Logiki i Metodologii Nauk w Instytucie Filozofii UWM;
- 2005–2007 — Dyrektor Instytutu Filozofii;
- 2005–2010 — Kierownik Pracowni Ontologii, Teorii Poznania i Filozofii Nauki w Instytucie Filozofii UWM;
- 2010 — Kierownik Zakładu Epistemologii, Logiki i Metodologii Nauk w Instytucie Filozofii UWM;
- 2005 — Członek Senackiej Komisji Etyki;
- 2008 — Członek Rady Programowej Centrum Badań Wschodnich przy Ośrodku Badań Naukowych im. Wojciecha Kętrzyńskiego w Olsztynie.

Badania: klasyczna problematyka teoriopoznawcza (w tym zwł. spory „realizm–idealizm” i „prezentacjonizm–reprezentacjonizm”); bezpośredniość i naoczność poznania; filozoficzne i psychologiczne teorie percepcji; filozoficzne podstawy logiki i matematyki; filozofia nauki i ogólna metodologia nauk; filozofia współczesna — fenomenologia, filozofia analityczna, nauki kognitywne; współczesne teorie umysłu (świadomości); aksjologia i etyka. Promotor trzech prac doktorskich. 
Od 1993 roku współredaguje serię wydawniczą Lubelskiego Oddziału PTF o nazwie "Lubelskie Odczyty Filozoficzne" (dotąd ukazało się dziesięć tomów). Był członkiem Komitetu Głównego i sekretarzem Komitetu Okręgowego Olimpiady Filozoficznej w Lublinie. Jest także członkiem Komitetu Redakcyjnego czasopisma "Colloquia Communia" oraz członkiem Rady Redakcyjnej czasopisma „Analiza i Egzystencja”. Uczestniczył (z referatami) w wielu seminariach (m.in. w IFiS PAN) oraz w licznych konferencjach naukowych i filozoficznych, także międzynarodowych. Niektóre z nich organizował, współorganizował i prowadził [dwie pierwsze edycje (1992 i 1993) Nałęczowskich Dni Filozoficznych], konferencję poświęconą osobie i dziełu Romana Ingardena czy Międzynarodową i Interdyscyplinarną Konferencję Naukową „Język poza granicami języka”.
Jest członkiem Komitetu Nauk Filozoficznych PAN oraz Kolegium Redakcyjnego litewskiego czasopisma „Santalka Filosofija”/„Coactivity. Philosophy”, wydawanego przez Vilnius Gediminas Technical University w Wilnie (Litwa). 
Od stycznia 2008 r. jest członkiem Rady Programowej Centrum Badań Wschodnich przy Ośrodku Badań Naukowych im. Wojciecha Kętrzyńskiego w Olsztynie. Uczestnik debat filozoficznych, między innymi w Internetowym Czasopiśmie Filozoficznym „Diametros”. Do dziś wypromował 3 doktorów i 51 magistrów.
Opublikował 4 książki (monografie), jest współautorem kilku innych oraz redaktorem naukowym 5 prac zbiorowych. Pełna lista jego publikacji obejmuje ponad 160 pozycji, w tym około 100 artykułów naukowych, kilkanaście artykułów publicystycznych i esejów, kilka recenzji i omówień krytycznych, kilka przekładów z języka niemieckiego i 1 z jęz. angielskiego (artykuły i fragmenty książek) oraz wiele drobniejszych form (stałe felietony w Gazecie Uniwersyteckiej, Wiadomościach Uniwersyteckich)

## Rozprawa doktorska
Epistemologiczny sens idei bezzałożeniowości, Uniwersytetu Marii Curie-Skłodowskiej, 1987.

## Rozprawa habilitacyjna
Bezpośredniość poznania. Spory - dyskusje - wyniki, Uniwersytetu Marii Curie-Skłodowskiej; Wydział Filozofii i Socjologii, 2000.

## Nagrody i odznaczenia
- Medal KEN;
- Srebrna Odznaka UMCS;
- Nagrody rektora UMCS;
- Nagrody rektora UWM;

## Ważniejsze publikacje
- Ingardenowska koncepcja eliminacji „petitio principi” z teorii poznania, „Studia Filozoficzne” 1980, nr 12 (181), s. 31-44;
- Fenomenologia [w:] Zdzisław Cackowski (red.), Współczesne kierunki filozoficzne, Warszawa 1983, s. 70-101;
- Idea bezzałożeniowości w filozofii Arystotelesa, „Studia Filozoficzne” 1984, nr 1 (218), s. 3-18;
- Główne pojęcia bezzałożeniowości, „Studia Filozoficzne” 1987, nr 2 (255), s. 3-19;
- Idea bezzałożeniowości. Geneza i konkretyzacje, Lublin 1987;
- Idea bezzałożeniowości. Główne pojęcia bezzałożeniowości i podstawowe aspekty idei badań bezzałożeniowych, „Studia Epistemologiczne”, 1990, Ossolineum, s. 121-145.
- Mały słownik etyczny (współaut.), Bydgoszcz 1994, 1999;
- Spór o Ingardena (red.), Lublin 1994; Prawdy o prawdzie (red.), Lublin 1994;
- Mała encyklopedia filozofii (współaut.), Bydgoszcz 1996, 2002;
- Słownik pojęć filozoficznych (współaut.), Warszawa 1996;
- Z perspektywy Lublina, „Biuletyn Olimpiady Filozoficznej. Komitet Główny Olimpiady Filozoficznej” 1999, nr 17, s. 34-36.
- Poznanie. Człowiek. Wartości (red.), Lublin 2000;
- Bezpośredniość poznania. Spory – dyskusje – wyniki, Lublin 2000;
- Świadomość. Poznanie. Naoczność poznania, Lublin 2001;
- Chapter V. On Absolute Truth: K. Twardowski and W. Tatarkiewicz [w:] Polish Axiology: The 20th Century and beyond. Polish * Philosophical Studies, V, The Council for Research in Values and Philosophy, Waszyngton 2005, pp. 95-120;
- The Principle of Transparency of the Sign and the Problem of Cognitive Mediation and Epistemological Immediatism, „Santalka/Coactivity. Filosofija/Philosophy” 2007, Vol. 15, No 1, Vilnius Gediminas Technical University, Wilno (Litwa) 2007, pp. 4-10;
- Global, fundamental… and rational? On Jan Srzednicki’s new epistemological perspective, „Dialog and Universalism” 2008, No 1; On epistemology and some of its oddities. Why am I not a representationist?, „Dialog and Universalism” 2008, No 2;
- Język poza granicami języka. Teoria i metodologia współczesnych nauk o języku (współred.), Olsztyn 2008;
- Filozofia nauki [w:] Stefan Opara i in. (red.), Podstawy filozofii, Olsztyn 2009, s. 158-180;
- Prawda i warunki jej możliwości, Olsztyn 2010;
- Język poza granicami języka 2. Semantyka a pragmatyka: spór o pierwszeństwo. Część 2. Aspekty filozoficzne (red.), Olsztyn 2011.

## Rodzina
Żonaty, troje dzieci.

## Zainteresowania
Turystyka rowerowa i piesza, muzyka poważna (klasyka), literatura piękna (klasyka).